# نوری هیرو
نوری هیرو (ژاپنی: 廣 紀江؛ زادهٔ ۲۶ ژوئیهٔ ۱۹۶۵) بازیکن والیبال اهل ژاپن است.